# Martin Räber
Martin „Matze“ Räber (* 31. Juli 1957) ist ein ehemaliger Handballspieler und -trainer.

## Karriere

### Spieler
Der Torwart Martin Räber begann seine Karriere im Alter von sechs Jahren beim TSV Altenhagen 03 und rückte zur Saison 1978/79 in den Kader der ersten Mannschaft auf, die in jener Spielzeit aus der seinerzeit zweitklassigen Regionalliga West abstieg. Im Sommer 1980 wechselte Räber zum damaligen Regionalligisten TBV Lemgo. Mit den Lemgoern qualifizierte sich Räber 1981 für die neu geschaffene 2. Bundesliga Nord und wurde dort in der Saison 1982/83 Vizemeister hinter dem HC TuRa Bergkamen. Die anschließende Relegation gegen den TuS Griesheim wurde gewonnen und die Lemgoer stiegen in die Bundesliga auf. Sechs Jahre lang spielte Räber für Lemgo und absolvierte am 30. April 1989 sein letztes Bundesligaspiel gegen die SG Wallau/Massenheim. Gleichzeitig beendete er seine Spielerkarriere.

### Trainer
Räber startete daraufhin seine Trainerkarriere beim Oberliga Westfalen TSG Altenhagen-Heepen und stieg mit der Mannschaft im Jahre 1991 in die Regionalliga West auf. In der folgenden Saison 1991/92 verpassten die Altenhagener den Aufstieg in die 2. Bundesliga nach verlorenen Play-off-Finals gegen die Spvg Versmold. Räber trainierte in der Saison 1992/93 die Frauenmannschaft des TV Herrentrup  in der 2. Bundesliga Mitte. Nach einem Jahr übernahm Räber den Männer-Regionalligisten HC 93 Bad Salzuflen. In der Saison 1994/95 setzten sich die Salzufler sportlich im Play-off-Finale gegen den Wuppertaler SV durch. Da Räbers Mannschaft im Rückspiel einen nicht spielberechtigten Akteur einsetzte, wurde die Partie annulliert und für Wuppertal gewertet, die daraufhin in die 2. Bundesliga aufstiegen. 1996 übernahm Räber den Oberligisten TuS Jöllenbeck, mit dem er in die Regionalliga West aufstieg. Kurioserweise übernahm Räber im März 1997 parallel dazu den Regionalligisten SC Bielefeld 04/26.
Zur folgenden Saison 1997/98 schloss sich die Handballabteilung der Jöllenbecker mit der des SC Bielefeld 04/26 zum TuS 97 Bielefeld-Jöllenbeck zusammen. Räber führte das vereinigte Team bis ins Play-off-Finale um den Aufstieg in die 2. Bundesliga, welches jedoch gegen die HSG Mülheim-Kärlich verloren wurde. Zwischen 1999 und 2003 war Martin Räber sportlicher Leiter bei der TSG Altenhagen-Heepen und übernahm im Frühling 2002 für vier Spiele das Traineramt des damaligen Zweitligisten. In der Saison 2004/05 führte Räber die männliche A-Jugend der Altenhagener zur Westdeutschen Meisterschaft. In den folgenden drei Jahren trainierte Räber die zweite Männermannschaft der TSG in der Bezirksliga. Im Frühjahr 2011 war er kurzzeitig Co-Trainer der ersten Mannschaft. Daraufhin übernahm er die Frauenmannschaft des HT SF Senne. Zwischen Herbst 2014 und dem Frühjahr 2020 war er Jugendkoordinator der TSG Altenhagen-Heepen.

### Leben
Martin Räber arbeitete hauptberuflich als technischer Angestellter bei der Telekom. Seit dem 1. August 2020 ist er Rentner.